# Херсонское мореходное училище
Херсо́нское морехо́дное учи́лище — среднее специальное учебное заведение, Херсонский морской колледж Министерства образования и науки Украины, размещенный по адресу проспект Ушакова, 14.

## История
Основано в 1834 году, вначале размещалось в бывшем путевом дворце Екатерины II, ранее упразднённом Херсонском адмиралтействе, по ходатайству графа Воронцова. Училище готовило штурманов, помощников штурманов, корабельных мастеров.

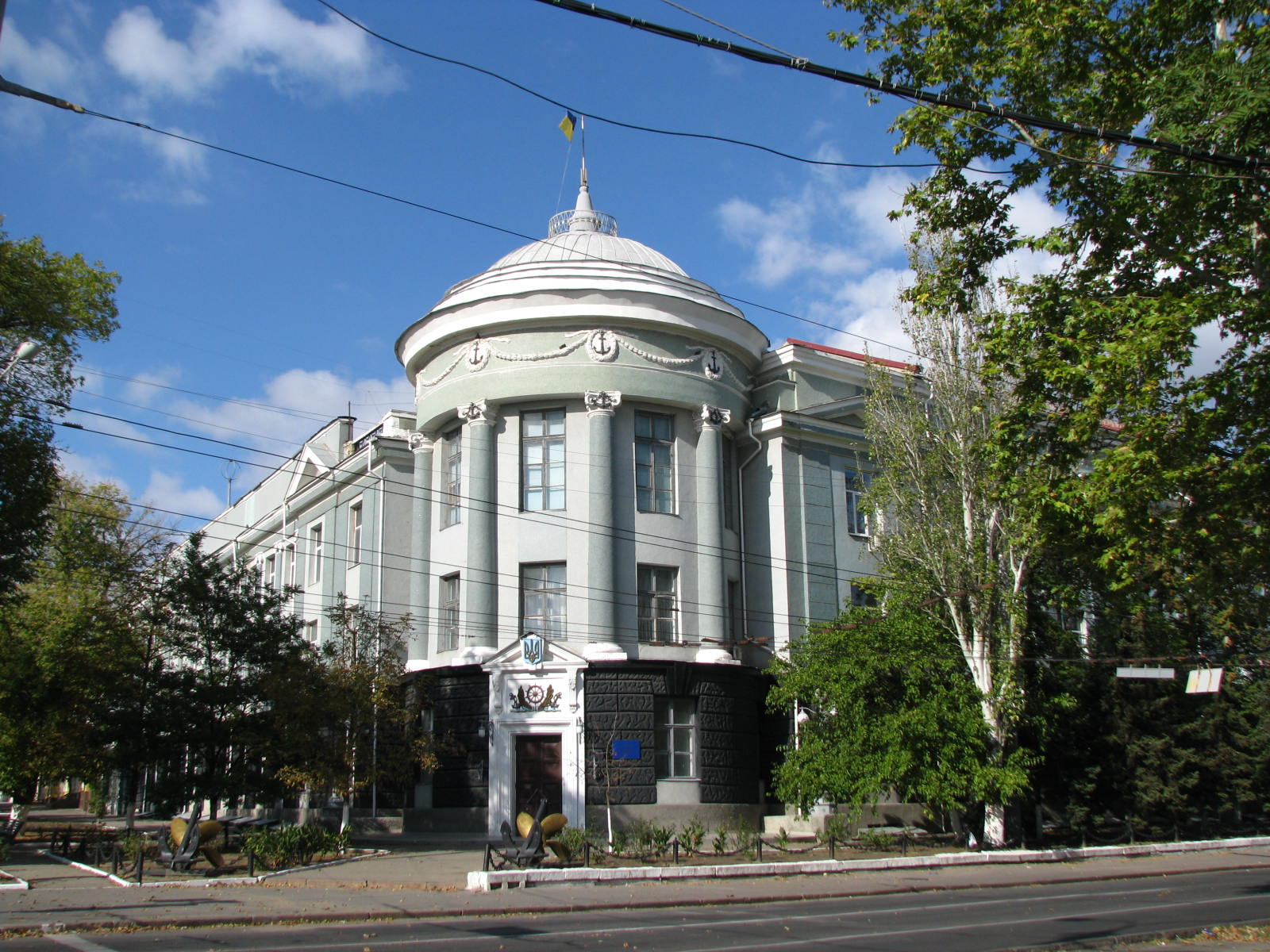

С 1 декабря 1872 года училище размещалось в двух арендованных домах П. Лаликуля и О. Розенталя. Также с этого года оно повысилось до Мореходных классов II разряда подготовки штурманов и находилось в ведении Министерства торговли и промышленности. 
С 1880-го по 1882 шла постройка собственного здания училища, которую, в честь 25-летия царствования Александра II, назвали в его честь. К 1896-у году количество учащихся выросло до 90 человек.
1 июля 1903 года учреждение получило статус Мореходного училища малого плавания. Согласно указу от 10 мая 1904 года, с 1905 года училище получило название «Херсонское мореходное училище дальнего плавания имени Императора Александра II».
В апреле 1919 года была произведена неудачная попытка реорганизации училища в факультет Херсонского политехнического института. В 1920 году училище было ликвидировано, на его базе организован Техникум водного транспорта, который в 1922 году стал профшколой, а 3 июля 1922 года — снова техникумом.
27 декабря 1922 года Совнаркомом УССР и Херсонским облисполкомом техникуму дано название: Херсонский рабочий техникум водного транспорта (Рабтехникум Водтранса). В 1931 году учреждение получает новое трехэтажное здание, разрушенное нацистами в 1942 году.
5 марта 1944 года вышло постановление Государственного комитета обороны «О мерах по подготовке командных кадров морского флота» и техникум снова переименовывается в Мореходное училище ММФ СССР, однако, временно размещенного в здании школы № 20.
Новое здание училище получает в 1953 году. 14 марта 1970 года постановлением Совета Министров УССР Херсонскому мореходному училищу Министерства морского флота присвоено имя лейтенанта П. П. Шмидта. В 1984 году училище награждается орденом Дружбы народов.
В 1996 году училище становится Херсонским морским колледжем Министерства образования и науки Украины.